# رابیه
رابیه (به عربی: رابیة) یک منطقهٔ مسکونی در لبنان است که در شهرستان المتن واقع شده‌است.